# Outeiro (Viana do Castelo)
Outeiro ist eine Gemeinde (Freguesia) im nordportugiesischen Kreis Viana do Castelo der Unterregion Minho-Lima. In ihr leben 1060 Einwohner (Stand 19. April 2021).